# Монтроуз (Мисисипи)
Монтроуз (енгл. Montrose) град је у америчкој савезној држави Мисисипи.

## Демографија
По попису из 2010. године број становника је 140, што је 13 (10,2%) становника више него 2000. године.
| Група             | 2000.       | 2010.       |
| Белци             | 108 (85,0%) | 118 (84,3%) |
| Афроамериканци    | 16 (12,6%)  | 21 (15,0%)  |
| Азијати           | 0 (0,0%)    | 0 (0,0%)    |
| Хиспаноамериканци | 3 (2,4%)    | 0 (0,0%)    |
| Укупно            | 127         | 140         |